# 642
| 642                |
| ------------------ |
| Dødsfald - Fødsler |
|                    |

| Gregoriansk kalender | 642 DCXLII              |
| Ab urbe condita      | 1395                    |
| Armensk kalender     | 91 ԹՎ ՂԱ                |
| Kinesiske kalender   | 3338 – 3339 辛丑 – 壬寅 |
| Etiopisk kalender    | 634 – 635               |
| Jødisk kalender      | 4402 – 4403             |
| Hindukalendere       |                         |
| - Vikram Samvat      | 697 – 698               |
| - Shaka Samvat       | 564 – 565               |
| - Kali Yuga          | 3743 – 3744             |
| Iransk kalender      | 20 – 21                 |
| Islamisk kalender    | 21 – 22                 |

Se også 642 (tal)

## Dødsfald
- Domnal Brecc af Dalriada